# Sabana Grande de Boyá
Sabana Grande de Boyá ist eine Gemeinde in der Dominikanischen Republik. Sie ist eine der fünf Gemeinden der Provinz Monte Plata und hat 18.026 Einwohner (Zensus 2010) in der städtischen Siedlung. In der Gemeinde Sabana Grande de Boyá leben 31.096 Einwohner.

## Gliederung
Die Gemeinde Yamasá besteht aus drei Bezirken:
- Sabana Grande de Boyá
- Gonzalo
- Majagual

## Geschichte
Sabana Grande de Boyá wurde 1535 von Enriquillo, dem Taíno-Kaziken von Boyá und Nitaíno von Bahoruco gegründet.